# Sarief Bastaman Saleh

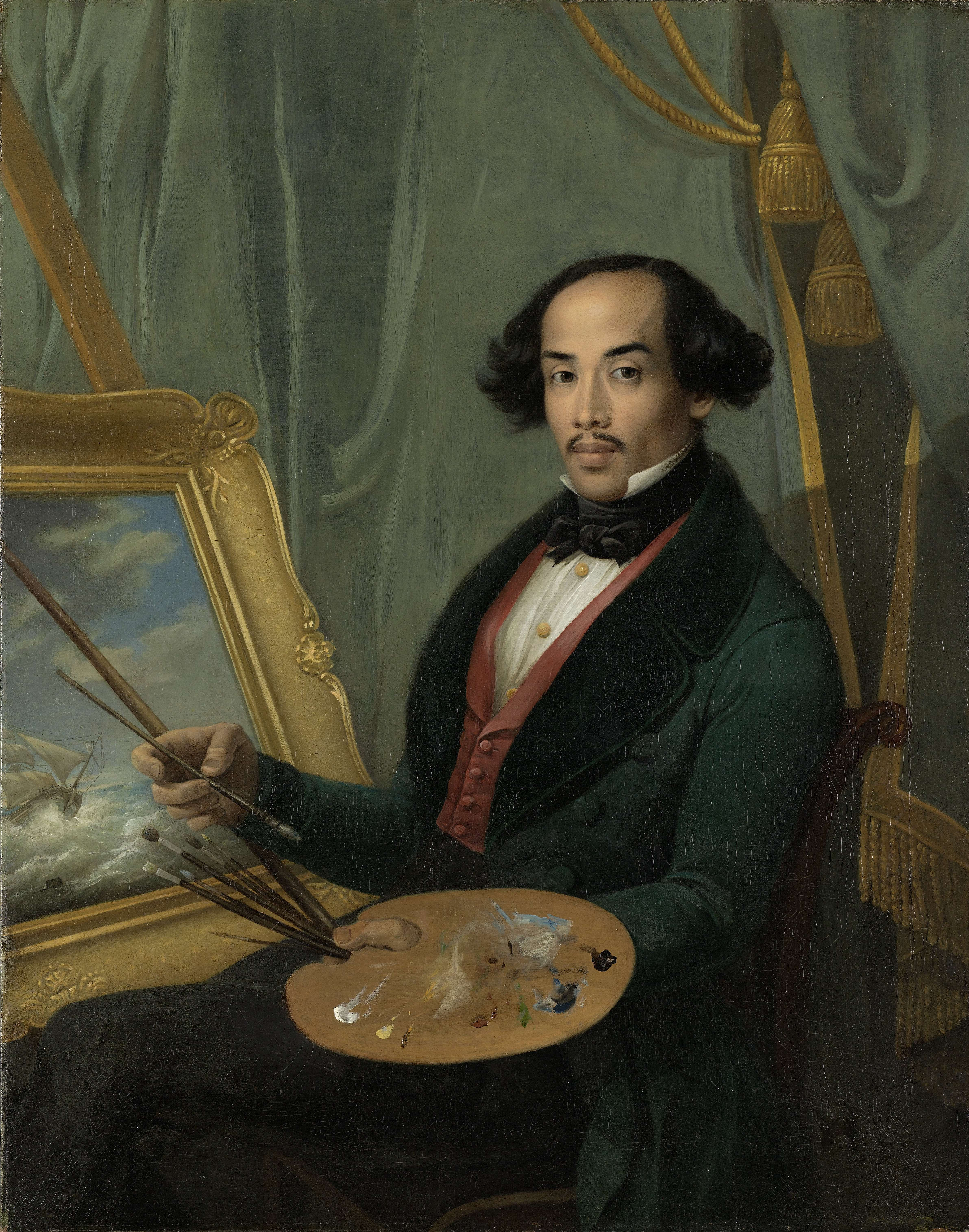
Raden Saleh, zelfportret uit circa 1840

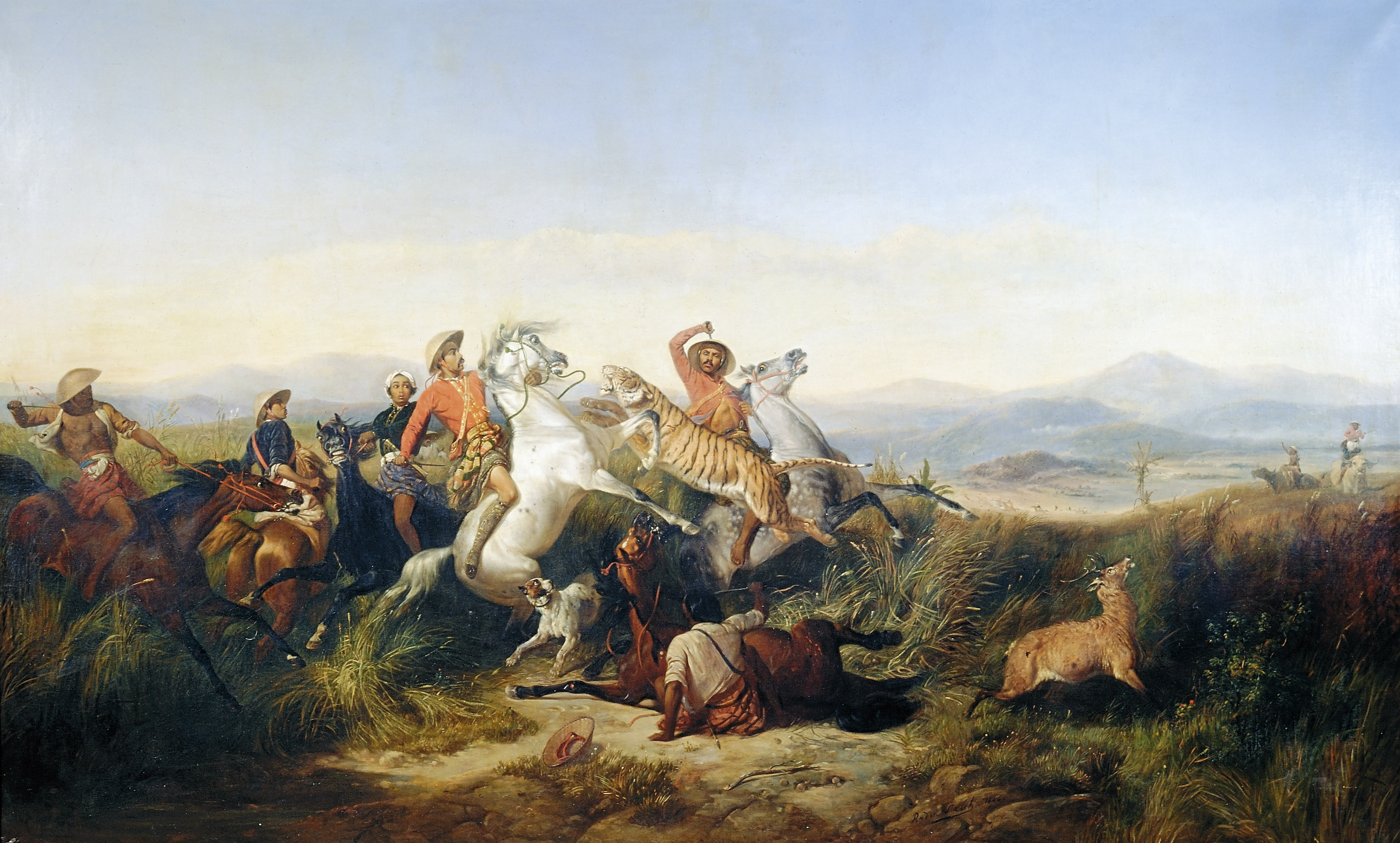
Hertenjacht, 1846

Raden Sarief Bastaman Saleh (Terboyo (bij Semarang), 1811 - Buitenzorg, 23 april 1880) was een Javaanse (inheemse) kunstschilder die vooral bekend is als Raden Saleh. Hij was waarschijnlijk de eerste inheemse schilder die een Europese stijl hanteerde. Zijn stijl is vergelijkbaar met de 19e-eeuwse romantiek van Europese schilders uit dezelfde periode, maar hij schilderde, naast veel portretten, meestal onderwerpen die te maken hadden met de cultuur en natuur van Nederlands-Indië.

## Levensloop
Raden Saleh was de zoon van een Javaans edelman. Hij werd onderwezen in de schilderkunst door de Belgische schilder Antoine Payen (1792-1853) in  Buitenzorg. Payen haalde de regering van Nederlands-Indië over Raden Saleh met een beurs naar Nederland te sturen, waar hij een kunstenaarsopleiding kon volgen. Vanaf 1829 was hij een leerling van de Nederlandse schilders Cornelis Kruseman (1797-1857) en Andreas Schelfhout (1787-1870). Van Kruseman leerde hij portretten schilderen, van Schelfhout landschappen.
Na zijn opleiding reisde hij langs Europese hoven waar hij voornamelijk opdrachten voor portretten kreeg. Als "Oosterse prins" was hij een curiositeit, wat waarschijnlijk aan zijn succes bijdroeg. Hij bezocht diverse Europese steden en reisde ook naar Noord-Afrika. In Den Haag liet een leeuwentemmer hem zijn leeuw bestuderen, een studie die hem later bij zijn waarheidsgetrouwe schilderijen van jachtpartijen en dierengevechten hielp. Vanaf 1839 bracht hij vijf jaar door aan het hof van de hertog van Saksen-Coburg en Gotha.
Veel van Raden Salehs werk werd tentoongesteld in het Rijksmuseum in Amsterdam. Bij een brand in het Nederlands Koloniaal Paviljoen op de Internationale Koloniale Tentoonstelling in Parijs in 1931 ging een aantal van zijn werken verloren.
In 1851 keerde Raden Saleh terug naar Nederlands-Indië, waar hij restauratiewerk uitvoerde in de Portrettengalerij van de gouverneurs-generaal van Nederlands-Indië. In 1856 werd hij aangesteld als conservator voor de koloniale regering in Batavia, waar hij een kapitale villa in Menteng liet bouwen en bewoonde, Huis Raden Saleh. Hij schilderde Javaanse landschappen en portretten van de Javaanse aristocratie. Na terugkomst van een tweede reis naar Europa stierf hij in 1880.
Saleh wordt in zijn geboorteland beschouwd als een belangrijke vernieuwer van de beeldende kunst.

## Onderscheidingen
- In 1844 werd hij door Koning Willem II benoemd tot ridder in de Orde van de Eikenkroon
- in 1849 ontving hij van Ernst II van Saksen-Coburg en Gotha het kruis van de Saksisch-Ernestijnse Huisorde
- In 1870 ontving hij van keizer Frans-Jozef het commandeurskruis met ster van de Oostenrijkse Frans-Jozef Orde
- In 1877 werd hij door de Duitse keizer Wilhelm I  benoemd tot ridder van de kroonorde 2de klasse[4]

## Betekenis voor het Indonesisch nationalisme

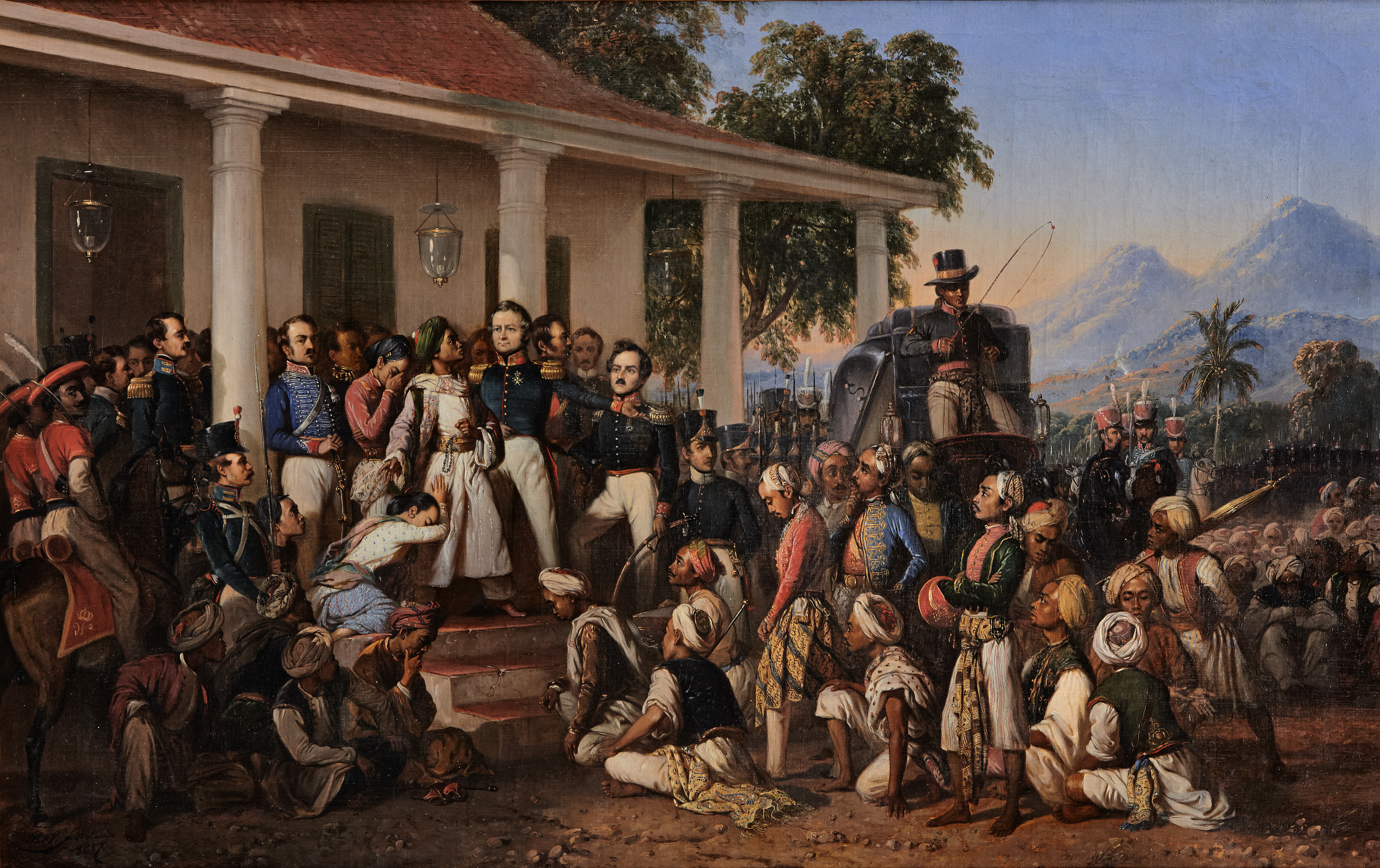
Penangkapan Diponegoro (arrestatie van Diponegoro), 1857

Een bekend werk van Raden Saleh laat de gevangenneming van de Javaanse prins Diponegoro zien aan het einde van de Java-oorlog (1825-1830). Diponegoro wordt in Indonesië gezien als een van de eerste leiders van de onafhankelijkheidsbeweging. Het schilderij is gebaseerd op een schilderij van Nicolaas Pieneman uit 1835 in het Rijksmuseum.
In Raden Salehs versie lijken de Nederlandse gezaghebbers pompeus en trots maar onevenwichtig over te komen (mede veroorzaakt doordat alle Nederlanders op het schilderij opzettelijk met een naar verhouding te groot hoofd zijn afgebeeld), terwijl de inheemse bevolking veel evenwichtiger lijkt afgebeeld. Mogelijk heeft Raden Saleh tweemaal zichzelf geschilderd in de omstanders. Het schilderij van Saleh bevindt zich tegenwoordig in het museum bij het presidentieel paleis in Jakarta.

## Controverse

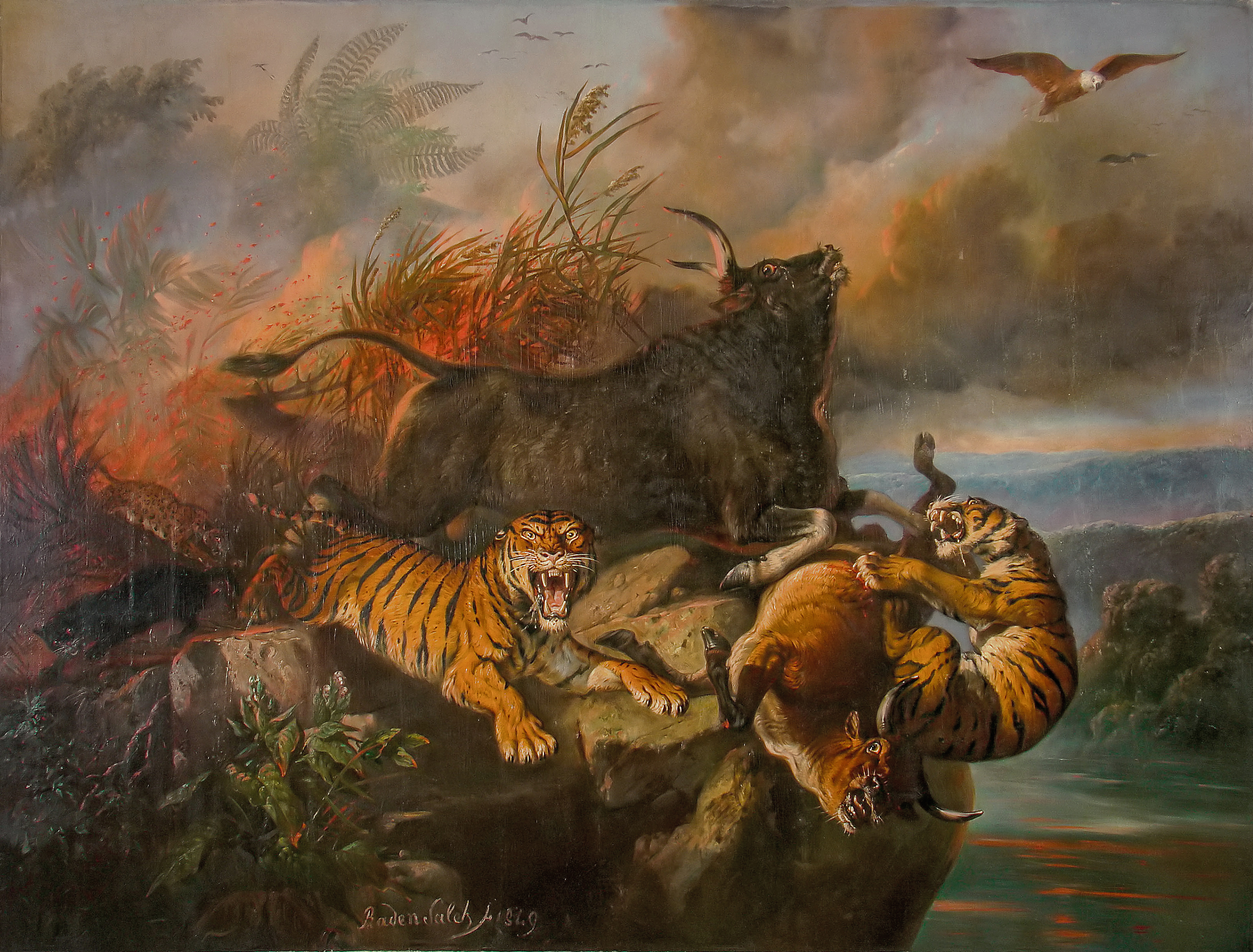
Boschbrand, Raden Saleh

## Werk in openbare collecties
Schilderijen van Raden Saleh bevinden zich onder meer in het Istana Merdeka, het Onafhankelijkheidspaleis, in Jakarta, het Smithsonian American Art Museum in Washington en het Rijksmuseum in Amsterdam.